# History of Touches
every single archive

compressed into a second,

all with us here as I wake you up.»
(Estratto dal testo di History of Touches)
History of Touches è un brano appartenente all'album Vulnicura della cantautrice islandese Björk. Il brano è stato interamente scritto, composto e prodotto da Björk.

## Descrizione
Come ogni traccia di Vulnicura, History of Touches descrive le emozioni provate dall'artista in rapporto alla fine della relazione con il compagno Matthew Barney.
In particolare, History of Touches parla di una notte trascorsa con il compagno consapevole che sia l'ultima insieme: lo sveglia nel bel mezzo della notte per esprimere amore accarezzandolo e riuscendo a sentire tutto lui stesso nel medesimo istante.
Capendo poi che si tratta degli ultimi momenti passati insieme, "percepisce" tutti gli attimi in cui sono stati insieme, "ogni singolo contatto". Il ricordo si estende in seguito a ogni rapporto sessuale avuto insieme, indicato in inglese con il termine "fuck", quasi a voler rendere il concetto di qualcosa volgare, che è stata rovinata ora che la loro relazione sta finendo.
La canzone infine riprende la propria dolcezza, racchiudendo tutti quei ricordi in quel "meraviglioso intervallo di tempo" in cui la cantante sta svegliando l'amante, un secondo in cui sono compressi tutti gli obiettivi raggiunti e la loro "storia di contatti" (history of touches).
In occasione del Björk Orkestral, serie di concerti del 2021 in cui ha celebrato la sua carriera, Björk ha affermato sulla canzone: